# Elecciones de Poitou-Charentes de 2004
Las elecciones regionales de Poitou-Charentes (Francia), se celebraron en el 2004. En la región ganó el PS (como en todas las demás de la Francia continental, exceptuando Alsacia).
| Candidato              | Partido | Primera ronda | %    | Segunda ronda | %    |
| ---------------------- | ------- | ------------- | ---- | ------------- | ---- |
| Jean-Romée Charbonneau | FN      | 79 484        | 10,5 | 70 896        | 8,7  |
| Élisabeth Morin        | UMP-UDF | 249 373       | 32,9 | 294 955       | 36,2 |
| Ségolène Royal         | PS      | 350 466       | 46,3 | 448 949       | 55,1 |
| Otros                  | -       | 77 866        | 10,3 | -             | -    |
| Total                  | -       | 757 189       | -    | 814 800       | -    |

- Datos: Q5827591